# Опера Бастилии

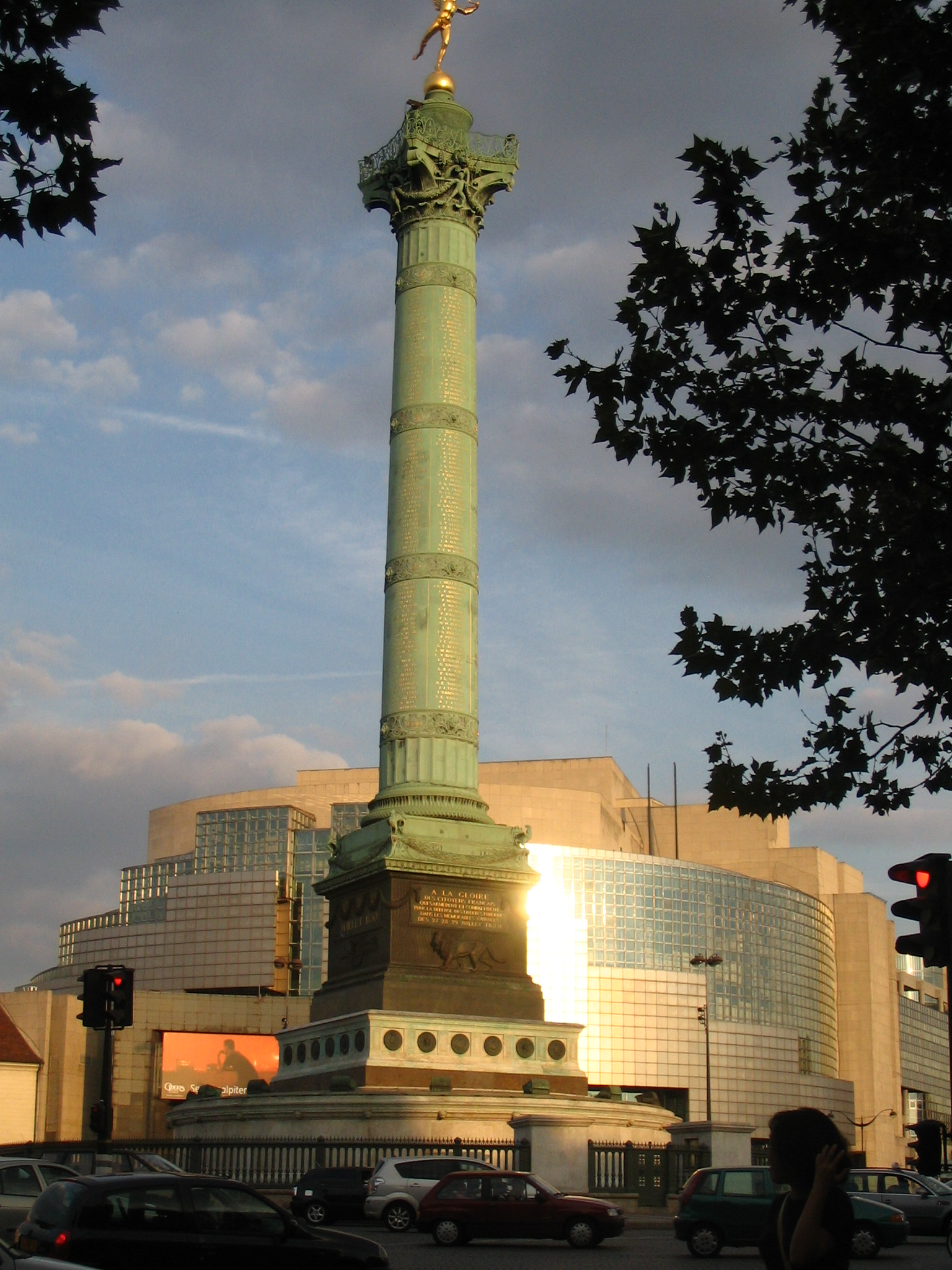
Опера Бастилия

Опера Бастилии, Опера́ Басти́й (фр. Opéra de la Bastille, Opéra Bastille) — оперный театр в Париже. Входит в состав общественно-коммерческого предприятия «Парижская национальная опера».

## История

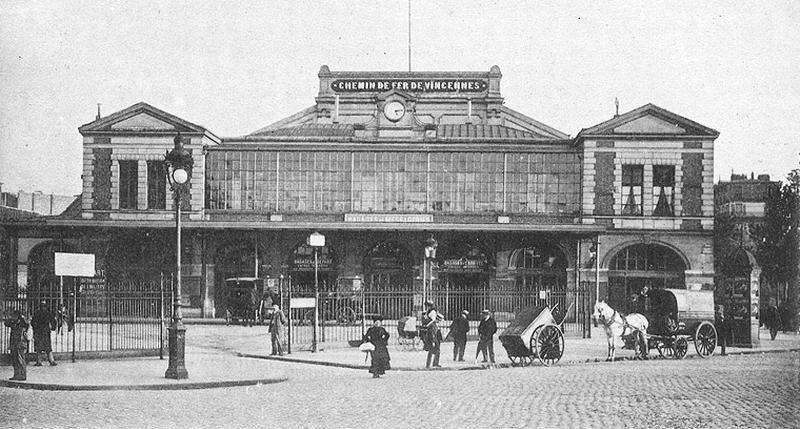
Бастильский вокзал в начале XX века

В 1982 году президент Франсуа Миттеран принял решение о строительстве в Париже новой оперы, «современной и популярной», несущей классическую музыку в массы, с чем Опера Гарнье уже не справлялась.
Местом постройки выбрали бывший Бастильский вокзал (gare de Paris-Bastille), служивший городу с 1859 года по 14 декабря 1969 года, находившийся между Лионской и Шарантонской улицами (la rue de Lyon et la rue de Charenton) со стороны площади Бастилии.
В 1983 году был организован конкурс на лучший архитектурный проект оперы. Его выиграл 10 ноября 1984 года канадо-уругвайский архитектор Карлос Отт.
В 1984 начат демонтаж Бастильского вокзала, служившего после своего закрытия площадкой различных выставок. Новое здание на площади Бастилии было возведено Карлосом Оттом в 1989 году.
13 июля 1989 года — в двухсотую годовщину взятия Бастилии — Опера торжественно открылась спектаклем в постановке Боба Уилсона «Ночь перед утром» (La Nuit avant le jour). Но на постоянной основе театр начал работать только с 17 марта 1990 года, поставив оперу Берлиоза «Троянцы».
Первые годы работы зала были отмечены постоянными сбоями автоматизированного управления сценических механизмов, что обычно для новых театров, но что, тем не менее, вылилось в несколько скандалов. Проделанный ремонт, осуществлённый без закрытия театра, позволил добиться удовлетворительного функционирования всего механического оборудования.
Из-за очень быстрого износа фасада здания государство затеяло судебный процесс против подрядчиков, обвинив их в недоброкачественной работе. Эта длительная тяжба, которую государство выиграло только в 2007 году, не позволяла до этого обновлять пришедшую в упадок облицовку здания.

## Вместимость залов
- Большой зал на 2 703 места.
- Амфитеатр на 450 мест.
- Студийный зал на 237 мест.
- Зал Гуно (salle Gounod) для репетиций оркестра.

## Туристская информация
Адрес: 
 Place Bastille, 75012 Paris
Визит только с гидом. Посещение нескольких фойе, театрального зала и вход за кулисы. Длится 1:15. Стоимость 11 евро. Касса находится по адресу: 130 rue de Lyon, 75012 Paris.
Проезд:

Метро : станция Бастилия (Bastille), линии 1, 5 и 8

Автобус : 20, 29, 65, 69, 76, 86, 87 и 91

Подземная парковка : Опера Бастилия, 34 рю де Льон (Opéra Bastille, 34 rue de Lyon, 75012 Paris)